# Hornojelenská dolina
Hornojelenská dolina – położona z dala od osad ludzkich dolina w samym środku gór w Wielkiej Fatrze w Karpatach Zachodnich na Słowacji. Jest prawym odgałęzieniem Starohorskiej doliny. Górą podchodzi pod szczyt Krížnej (1574 m). Lewe zbocza doliny tworzy długi wschodni grzbiet Krížnej ze szczytami Repište, Veterný vrch, Podšturec, prawe grzbiet południowo-wschodni ze szczytem Majerova skala. Dnem doliny spływa potok Rybie. 
W 1652 r. dolina znana była pod nazwą Rybie. Nazwa Hornojelenská dolina to wytwór ostatnich lat, utworzony od osady Horný Jelenec.
Dolina w górnej części jest trawiasta. Są to dawne pasterskie hale. Gładki trawiasty stok o dużej stromiźnie powoduje, że zimą zsuwają się z niego duże lawiny. W 1924 r. na odległość 4 km zeszła lawina, która przywaliła górny koniec górskiej wioski Rybô. Zabiła 18 osób, w tym 15 dzieci.
Dolną część doliny porasta las, ale na jej dnie jest kilka osad: Horný Jelenec, Valentová, Rybô, Prašnica. Dolina w całości znajduje się w obrębie Parku Narodowego Wielka Fatra, a jej niewielkie skrawki włączono w obszar dwóch rezerwatów przyrody: Majerova skala i Dekretov porast. Doliną biegnie szlak turystyki pieszej i rowerowej, a w jej dolnej części znajduje się schronisko turystyczne chata Jelenec.

## Szlak turystyczny
Horný Jelenec – Hornojelenská dolina – Valentová – Vychodné Prašnické sedlo – leśniczówka Hajabačka w Suchej dolinie. Suma podejść 400 m, odległość 5,4 km, czas przejścia 1,55 h, 1,40 h.

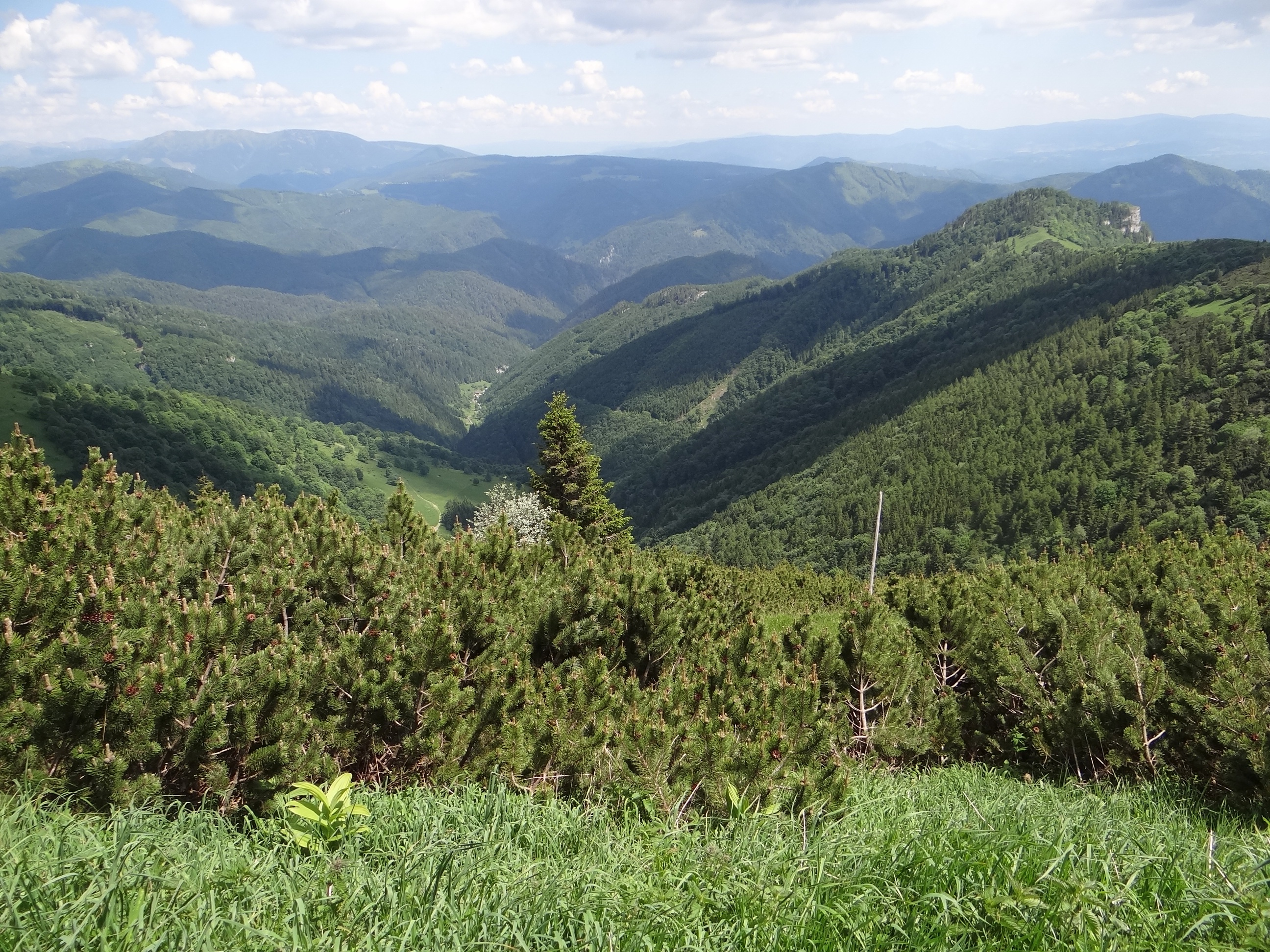
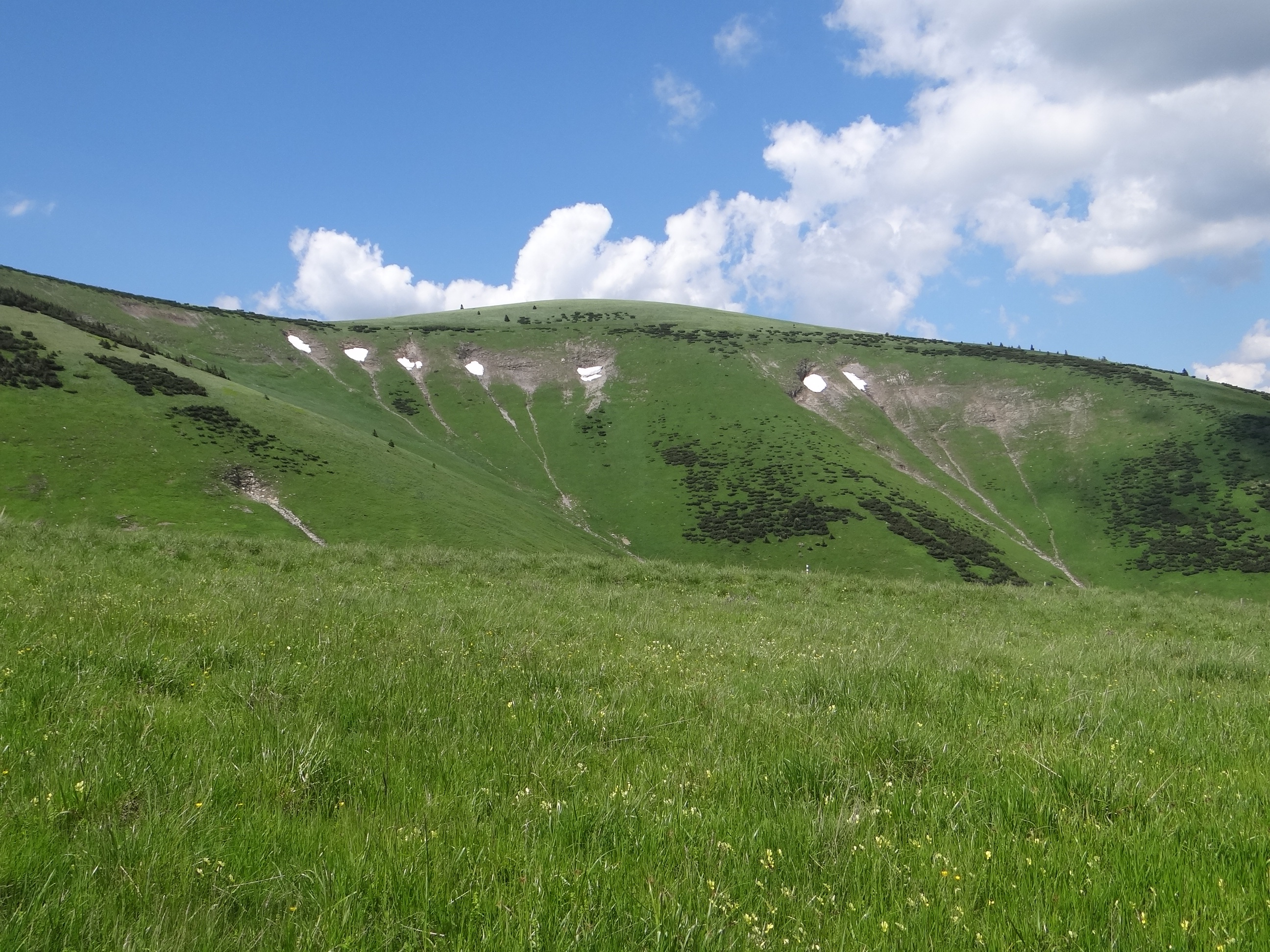
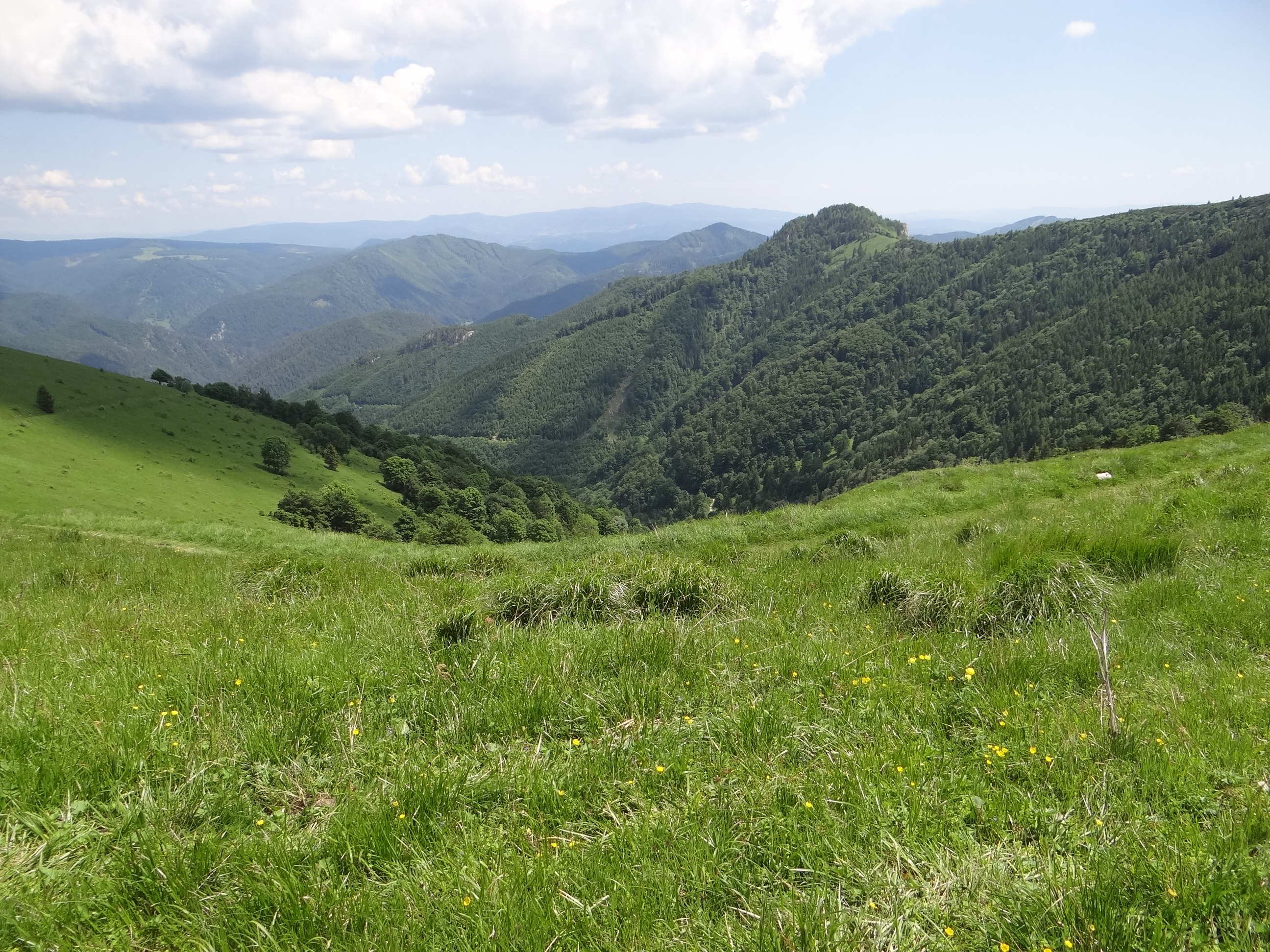
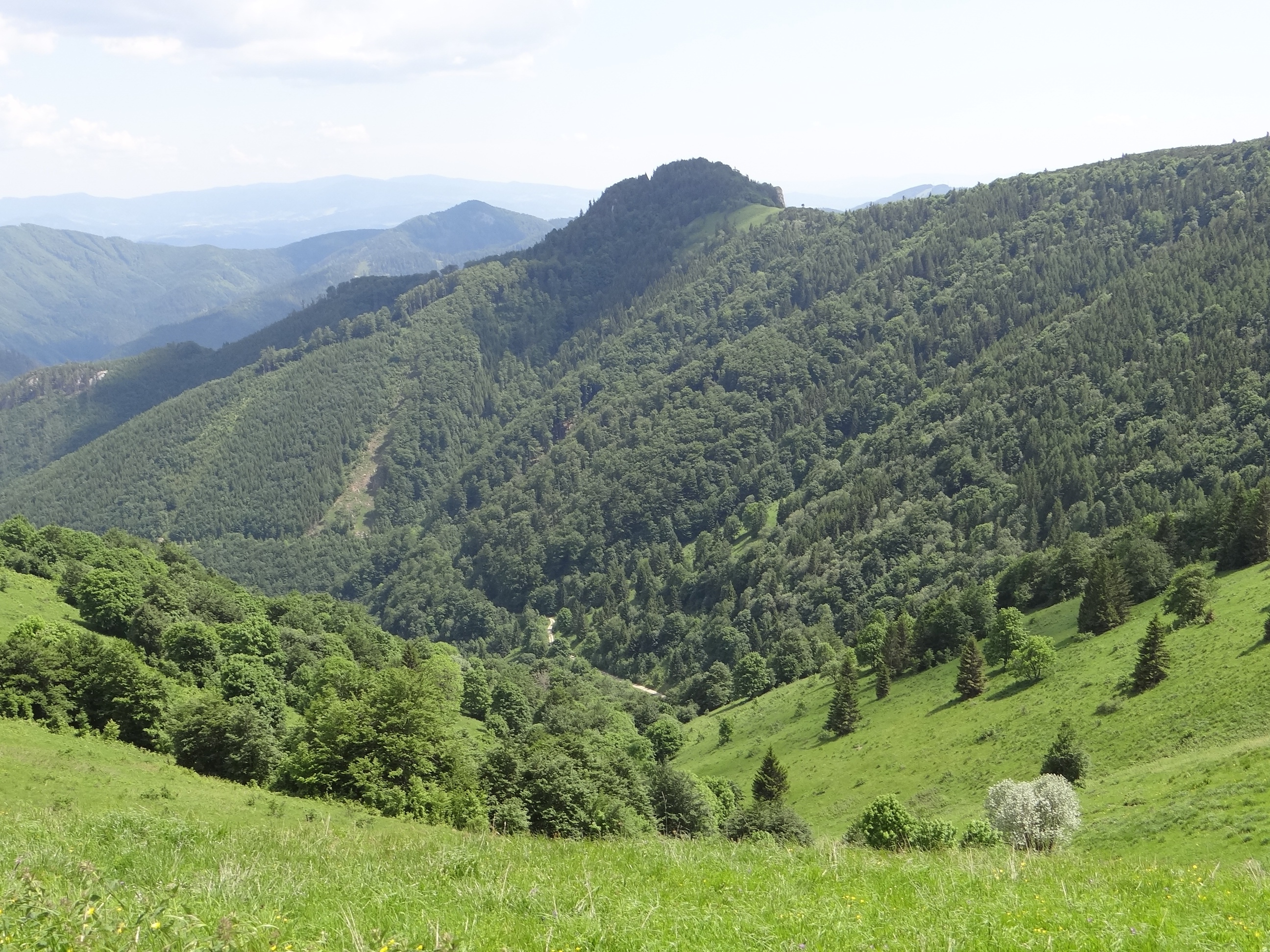
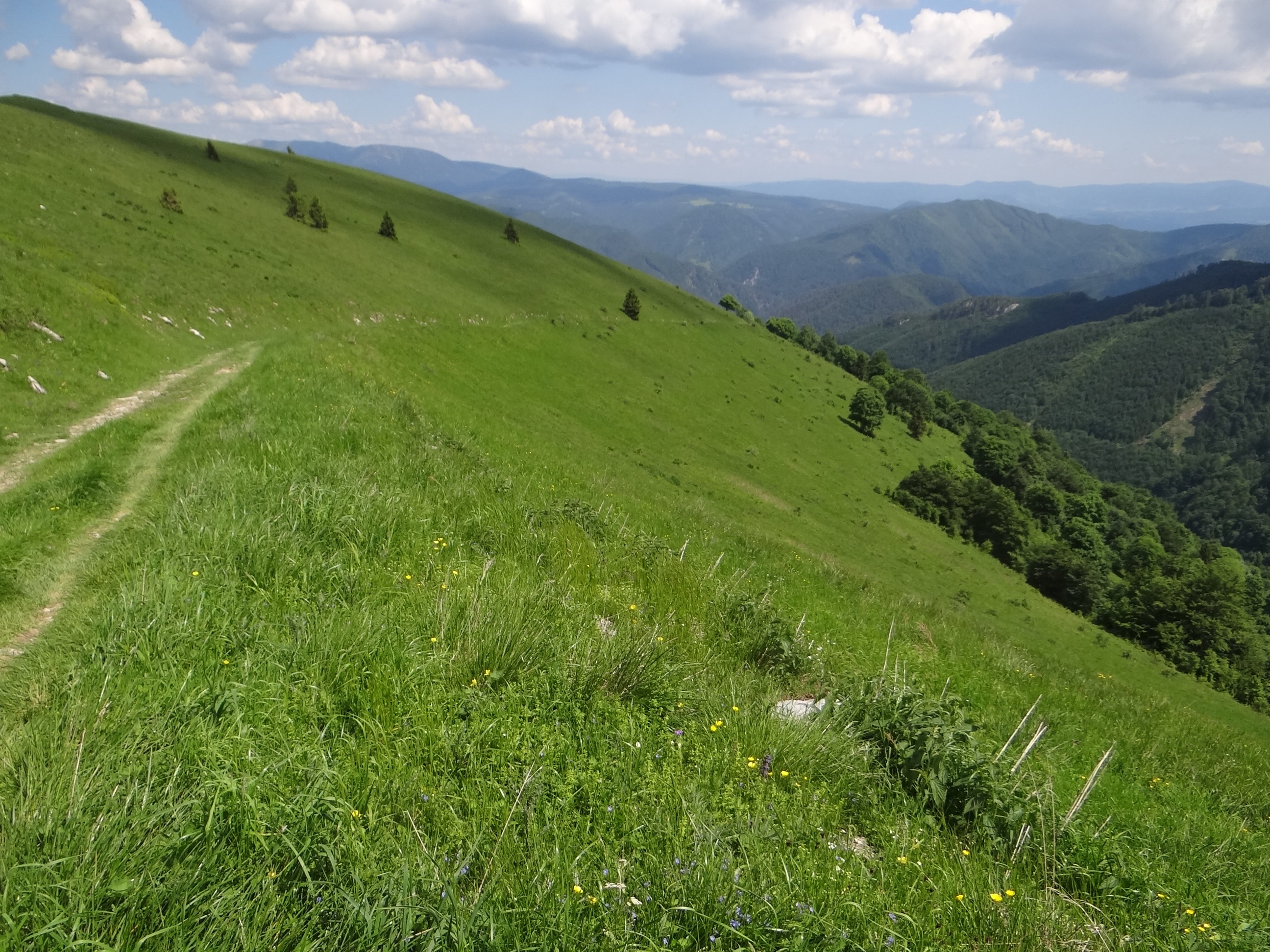
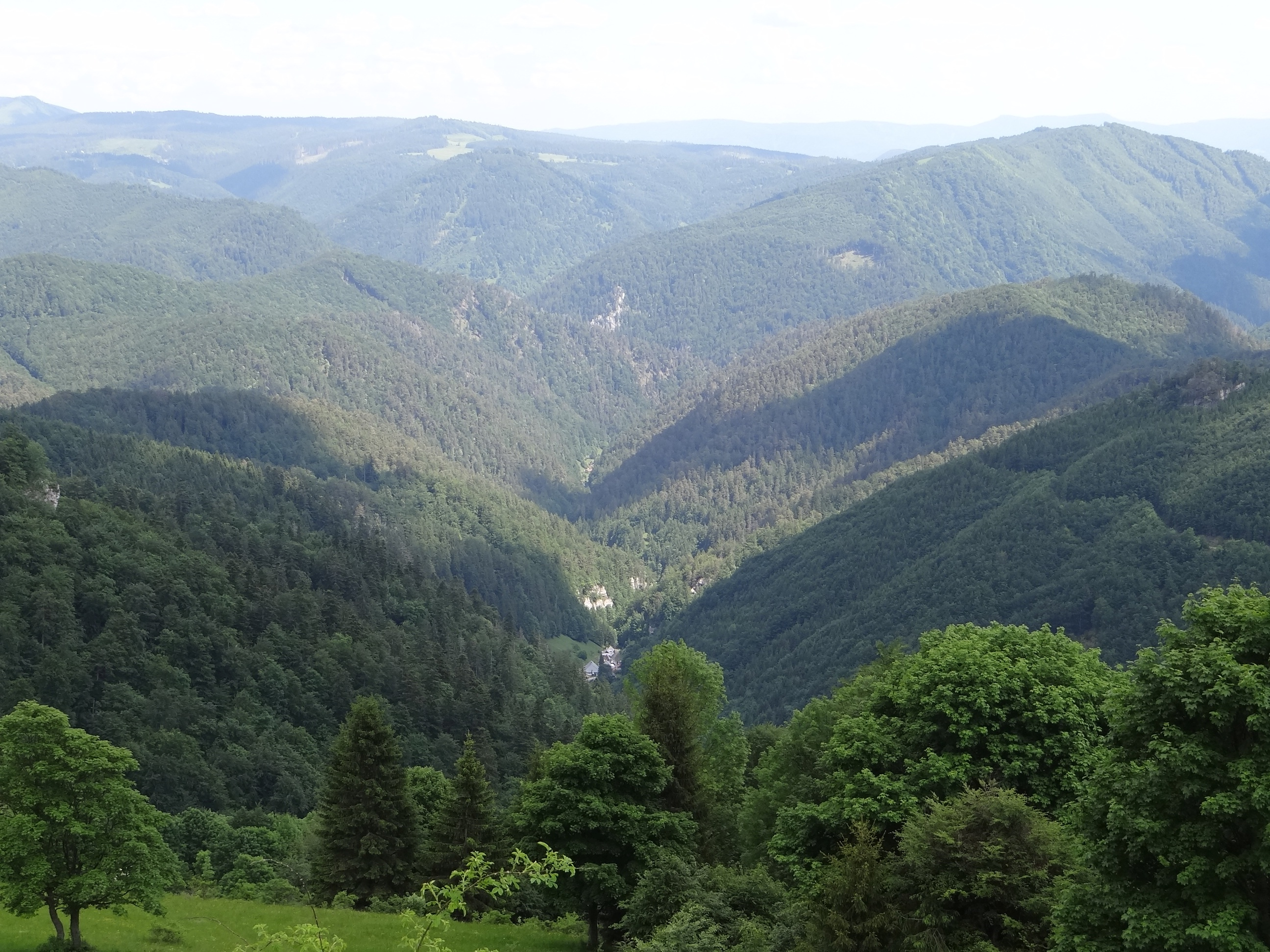